# Club de Futbol Puigcerdà
El Club de Futbol Puigcerdà és un club de futbol català de la ciutat de Puigcerdà.
El club va ser fundat el 1936 amb el nom de Club Esportiu Ceretà, adoptant posteriorment el nom de CF Puigcerdà. Als anys 30 va tenir una secció d'esquí anomenada Ski Club Cerdà.
L'actual camp de futbol del club, que és propietat del club, fou inaugurat el 6 de juliol del 1947.
Va presidir-lo l'ara polític Joan Carretero i Grau durant dos anys.
El 2007, disposava de 7 equips: sènior, sala, juvenil, cadet, infantil, aleví, benjamí i prebenjamí.